# 109P/Swift-Tuttle üstökös
| Keringési idő az egyes teljes keringéskor |                    |
| Napközel dátum                            | Keringési idő (év) |
| 2392. 09. 16.                             | 132,7              |
| 2261. 08. 10.                             | 134,6              |
| 2126. 07. 12.                             | 136,2              |
| 1992.12. 12.                              | 135,0              |
| 1862. 08. 23.                             | 131,7              |
| 1737. 06. 15.                             | 127,8              |
| 1610. 02. 06.                             | 130,5              |
| 1479. 10. 18.                             | 133,4              |
| 1348. 05. 02.                             | 135,0              |

A Swift–Tuttle üstökös (hivatalos nevén 109P/Swift–Tuttle) egy nagy, visszatérő üstökös. Az 1995-ben megállapított (oszkulációs) keringési periódusa 133 év. A Jupiterrel 1:11 keringési rezonanciában van, Halley-típusú üstökös, mert keringési ideje 20 és 200 év közé esik. Az üstökös magja 26 km átmérőjű. Az üstököst egymástól függetlenül fedezte fel Lewis Swift 1862. július 16-án és Horace Parnell Tuttle 1862. július 19-én. A Swift–Tuttle a Perseidák szülőteste, amely talán a legismertebb és az egyik leglátványosabb meteorraj.
Az üstökös 1992-ben tért vissza, amikor Tsuruhiko Kiuchi japán csillagász újra felfedezte és már binokulárokkal is láthatóvá vált. Utoljára 1995 áprilisában figyelték meg, amikor távolsága 8,6 csillagászati egység (1,29×109 km) volt a Naptól.  2126-ban ez egy fényes, szabad szemmel is látható üstökös lesz, körülbelül 0,7-es látszólagos magnitúdóval.

## Történelmi megfigyelések
| Régebbi megfigyedlések |                |
| CE/BCE                 | Dátum          |
| i. sz. 188             | 188. 07. 10.   |
| i. e. 69               | – 68. 08. 27.  |
| i. e. 322              | – 321. 09. 27. |

A kínai feljegyzések szerint i.sz. 188-ban az üstökös elérte a 0,1 magnitúdót. A megfigyelést i.e. 69-ben is feljegyezték, és valószínűleg szabad szemmel is látható volt i.e. 322-ben.
A felfedezésének 1862-es évében az üstökös olyan fényes volt, mint a Sarkcsillag.
Az 1862-es megfigyelések után helytelenül azt feltételezték, hogy az üstökös 1979 és 1983 között fog visszatérni. Azonban 1902-ben felvetették annak lehetőségét, hogy ez ugyanaz az üstökös, amelyet Ignatius Kegler 1737. július 3-án figyelt meg és ennek alapján Brian Marsden helyesen számolta ki, hogy 1992-ben fog visszatérni.

## Pályája
Az üstökös perihélium pontja alatta van a Földének, míg az apszispontja valamivel a Plútón túl. Keringésének egyik, nemrégiben kiderített jellegzetessége, a Jupiterrel 1:11 arányú keringési rezonancia; éppen annyi ideig tesz meg egy teljes keringést, míg a Jupiter 11-et. Ez volt az első retrográd pályán álló üstökös, amelyet ilyen keringési rezonanciában találtak. Ez elvileg azt jelenti, hogy az ennek megfelelő, hosszú távú átlagos keringési ideje 130,48 év lenne. Rövid távon, az 1737 és 2126 időtartományban között a keringési idő 128 és 136 év között változik. Azonban csak körülbelül 1000 évvel ezelőtt léphetett be ebbe a rezonanciába (akkor lett pontosan 1:11 a két keringési idő aránya) és valószínűleg több ezer év múlva ki is lép ebből a rezonanciából.

### A Földdel ütközés veszélye
Az üstökös, pályáján haladva, periodikusan megközelíti a Föld–Hold rendszert, Az 1992 szeptemberi újrafelfedezéskor az üstökös perihélium áthaladásának dátuma 17 nappal eltért az 1973-as előrejelzéstől.  Ezt az eltérést figyelembe véve, hogy ha a következő perihélion áthaladása (2126 július) szintén 15 nappal elcsúszik július 26-ra, akkor az üstökös 2126. augusztus 14-én becsapódhat a Földbe vagy a Holdba.

A kis kék vonalak a Swift–Tuttle üstökös Földtől mérhető távolságát mutatja csillagászati egységekben a bal oldali tengely és millió kilométerben (gigaméter) a jobb oldali tengelyen az i. e. 800 és i. sz. 2500 évek között. A felső, szürkés hátterű részeknél az üstökös fénye annyira gyenge, hogy szabad szemmel nem látható. A piros szaggatott vonal a jelenlegi évet mutatja.

Tekintettel a Swift–Tuttle magjának jelentős méretére, egy ilyen ütközés magas kockázata aggodalomra adott okot. Ez arra késztette az amatőrcsillagász és író, Gary W. Kronkot, hogy megkeresse az üstökös korábbi említéseit. Úgy találta, hogy az üstököst a kínaiak legalább kétszer megfigyelhették, először i. e. 69-ben, majd később i. e. 188-ban;  Brian Marsden ezt a két észlelést gyorsan megerősítette, és felvették a Kisbolygó Központ perihéliumi áthaladásainak listájára. 188. július 25-e körül az üstökös körülbelül 19,3×106 km (0,129 CsE) távolságban haladhatott el a Föld mellett.
Ezek az információk, illetve az azt követő megfigyelések és mérések alapján újraszámították a pályákat. Ebből az derült ki, hogy az üstökös pályája kellően stabil, ezen haladva pedig a következő kétezer évben semmiféle veszélyt nem jelent számunkra. A legfrissebb számítások szerint az üstökös a Földtől 22,9×106 km (1,153 CsE) távolságban halad majd el,, 2126. augusztus 5-én és 22,0×106 km (0,147 CsE) távolságra 2261. augusztus 24-én.
Az üstökös 3044-ben, a Földdel való közeli találkozás során visszatér majd a belső Naprendszerbe, a Földhöz a legközelebbi áthaladása 0,011 CsE, vagyis 1 600 000 km távolságban lesz. Újabb közeli elhaladást jeleztek előre 4479. szeptember 15-re.
A Swift–Tuttle üstökös messze a legnagyobb földközeli objektum (Apollo vagy Aten aszteroida, azaz rövid periódusú üstökös), amely áthalad a Föld pályáján és ismételten megközelíti a Földet,  60 km/s relatív sebességgel ha a Földbe csapódna, ennek becsült energiája a kréta-paleogén ütközés  energiájának körülbelül a 27-szerese lenne. Szakértők szerint ez az üstökös "az eddig ismert, emberiség számára legveszélyesebb objektum". 1996-ban a Swift–Tuttle üstökös Földre való becsapódásának hosszú távú lehetőségét 433 Erosszal és körülbelül 3000 további, kilométernyi aggodalomra okot adó objektummal hasonlították össze.
| Földközelség legközelebbi dátuma és ideje | Föld távolsága (CsE)    | Nap távolsága (CsE) | Sebesség a Földhöz képest (km/s) | Sebesség a Naphoz képest (km/s) | Bizonytalansági tartomány régióban (3 szigma) | Referencia |
| ----------------------------------------- | ----------------------- | ------------------- | -------------------------------- | ------------------------------- | --------------------------------------------- | ---------- |
| 2126. 08. 05, 15:50 (UT)                  | 0,15337 (22,944×106 km) | 1,04 (156×106 km)   | 58,3                             | 40,8                            | ± 11 000 km                                   | Horizons   |

## Fordítás
Ez a szócikk részben vagy egészben  a   Comet Swift–Tuttle című angol Wikipédia-szócikk ezen változatának fordításán alapul.  Az eredeti cikk szerkesztőit annak laptörténete sorolja fel. Ez a jelzés csupán a megfogalmazás eredetét és a szerzői jogokat jelzi, nem szolgál a cikkben szereplő információk forrásmegjelöléseként.